# Peter Andre
Peter James Andrea, dit Peter Andre, est un auteur-compositeur-interprète et une personnalité de la télévision britannique, né le 27 février 1973 à Harrow (Londres).

## Biographie
D'origine chypriote grecque, Peter Andre naît à Harrow, près de Londres. En 1979, ses parents émigrent en Australie où Peter Andre débutera sa carrière de chanteur en 1989 après avoir participé à un radio-crochet. Au milieu des années 1990, il décide de retourner dans son pays natal après le succès de son deuxième album, Natural (en), et dont le titre phare, Mysterious Girl, sorti au printemps 1996, a atteint la deuxième place au UK Singles Chart.

### Vie privée
De 2005 à 2009, Peter Andre est marié à Katie Price, avec qui il a un fils, Junior Savva Andreas (né en 2005), et une fille, Princess Tiaamii Crystal Esther (née en 2007).
Depuis 2012, il est en couple avec Emily MacDonagh, avec qui il a deux enfants : une fille prénommée Amelia (née en 2014), et un fils prénommé Theodore James (né en 2016). Peter et Emily se sont mariés le 11 juillet 2015.
Élevé dans une famille de Témoins de Jéhovah, Peter Andre s'est par la suite détaché de ce mouvement religieux.

## Discographie

### Albums studio
- 1993 : Peter Andre
- 1996 : Natural (en)
- 1997 : Time
- 2004 : The Long Road Back (en)
- 2006 : A Whole New World (avec Katie Price)
- 2009 : Revelation
- 2010 : Unconditional: Love Songs (en)
- 2010 : Accelerate
- 2012 : Angels & Demons
- 2014 : Big Night
- 2015 : Come Fly with Me
- 2015 : White Christmas

### Singles
- 1992 : Drive Me Crazy
- 1992 : Gimme Little Sign
- 1993 : Funky Junky
- 1993 : Let's Get It On / Do You Wanna Dance? (en)
- 1994 : To the Top
- 1995 : Turn It Up
- 1996 : Mysterious Girl
- 1996 : Get Down on It
- 1996 : Only One
- 1996 : Flava
- 1996 : I Feel You
- 1997 : Natural
- 1997 : All About Us
- 1997 : Lonely
- 1998 : All Night, All Right
- 1998 : Kiss the Girl
- 2004 : Mysterious Girl
- 2004 : Insania
- 2004 : The Right Way
- 2006 : A Whole New World
- 2009 : Behind Closed Doors
- 2009 : Unconditional
- 2010 : I Can't Make You Love Me
- 2010 : Defender
- 2011 : Perfect Night (en)
- 2012 : Bad As You Are
- 2014 : Kid
- 2014 : Big Night
- 2015 : White Christmas